# Тербуш, Анна Доротея
Анна Доротея Те́рбуш (нем. Anna Dorothea Therbusch), урождённая Анна Доротея Лисиевская (нем. Anna Dorothea Lisiewski) также известная, как Тербуш-Лисиевская (23 июля 1721, Берлин, Прусское королевство — 9 ноября 1782, Венеция, Венецианская республика) — немецкая художница, писавшая картины в стиле рококо. Сохранились более двухсот её работ, большая часть которых портреты.

## Биография
Анна Доротея родилась в Берлине 23 июля 1721 года в семье немецкого портретиста польского происхождения Георга Лисиевского. Отец художницы происходил из шляхетского рода и прибыл в Берлин ко двору прусского короля Фридриха Вильгельма I в 1692 году в составе свиты придворного архитектора Иоганна Фридриха Эозандера фон Гёте. Так как женщин не принимали в художественные академии, Лисиевский сам обучил живописи дочерей — будущих известных портретисток Анну Доротею Тербуш и Анну Розину де Гаск, вместе с их братом Кристофом Лисиевским. Сёстры также получили несколько уроков живописи у придворного художника Антуана Пэна.
В 1742 году Анна Доротея вышла замуж за Эрнста Фридриха Тербуша (1711—1773), хозяина трактира и гостиницы «Белый голубь» в Берлине. В браке родила семерых детей, пять из которых выжили, в том числе Доротея Вильгельмина Тербуш (род. 1743), которая впоследствии вышла замуж за художника Иоганна Кристиана Самуэля Голя (1743—1825). За время семейной жизни Анна Доротея почти не писала картин. Она рисовала в тайне ото всех по ночам. В 1760 году художница, оставив детей с мужем, вернулась к художественной деятельности, за что современниками была характеризована, как «недальновидная женщина средних лет».
В 1761 году Тербуш получила место придворной художницы при дворе вюртембергского герцога Карла Евгения в Штутгарте. За короткое время она написала восемнадцать картин для десюдепортов в зеркальной галереи герцогского замка, которые, к сожалению, все сгорели во время пожара. В 1762 году она была назначена почётным членом Штутгартской академии искусств, основанной годом ранее. В 1764 году по приглашению баварского курфюрста Карла IV Теодора работала при его дворе в Мангейме. Два портрета курфюрста кисти художницы ныне хранятся в собраниях музее Райсса—Энгельхорна в Мангейме и старой пинакотеке в Мюнхене. Эти полотна свидетельствуют о смещении акцента в официальных портретах глав государств от большого парадного к малому частному портрету, символизирующему просвещённого правителя.
В 1765 году Тербуш прибыла в Париж. Вначале Королевская академия живописи и скульптуры отвергла картину художницы, так как посчитала полотно слишком хорошим для того, чтобы быть написанным женщиной. Дени Дидро упоминает о картинах Тербуш, в том числе о своём портрете, на котором он изображён обнажённым, в Литературной, философской и критической переписке за 1767 год, изданной им самим и Фридрихом Мельхиором Гриммом. В книге философа «Мистификация, или История портрета» Тербуш является одним из действующих лиц.
28 февраля 1767 года с картиной бытового жанра «Молодой человек с бокалом в правой руке и зажжённой свечой» художница, наконец, была принята в Королевскую академию. Она была единственной женщиной, которая представила свои картины в Парижском салоне 1767 года. Хотя Тербуш не смогла добиться во Франции коммерческого успеха, за это время она усовершенствовала своё мастерство.

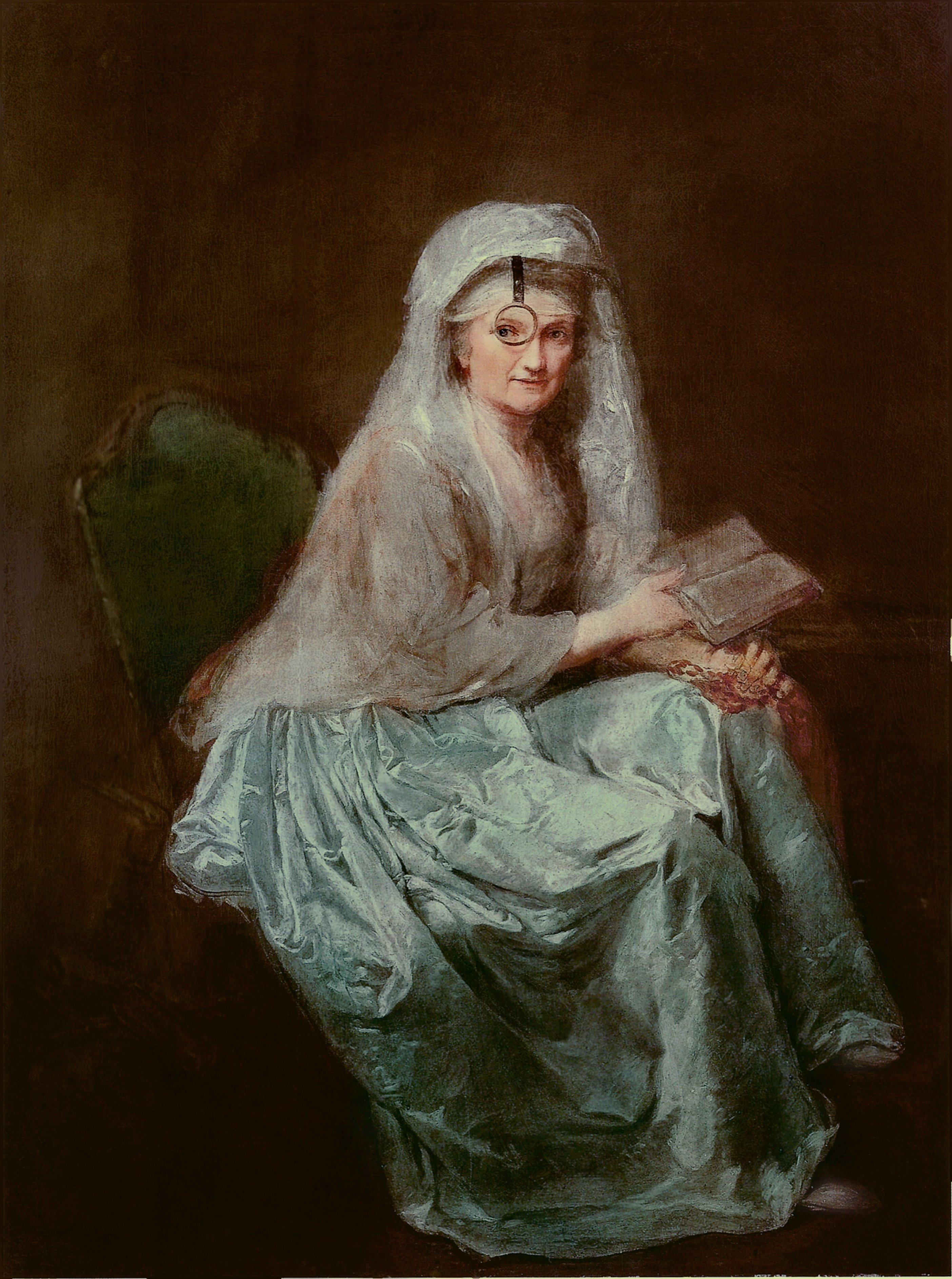
Автопортрет 1777 года

6 декабря 1768 года, благодаря картине «Портрет пейзажного живописца Якоба Филиппа Хакерта», художница стала первой женщиной, принятой в Академию изящных искусств в Вене. Через Брюссель, Гаагу и Амстердам, где она закончила свое художественное образование, изучая коллекцию Геррита Браамкампа и написав портрет самого коллекционера, она вернулась в Берлин в начале 1769 года. Техника Тербуш при рисовании лиц, в которой она использовала множество тонких глазурей для достижения естественного эффекта, предполагает тщательное изучение ею творческого наследия Рубенса.
Вернувшись в 1769 году в Берлин, художница продолжила писать картины, добившись высокой оценки своей профессиональной деятельности. После смерти мужа в 1772 году, была признана его вдовой, а с 1773 года, вместе со своим братом, открыла совместную студию на бульваре Унтер-ден-Линден. В этот период она написала ряд полотен исторического и мифологического содержания для дворца Сан-Суси. В 1775 году Требуш написала портрет шестидесятитрёхлетнего Фридриха II Великого. Оценив мастерство художницы, король заметил: «Для того, чтобы обесчестить свою кисть, она снова украсила моё лицо, наполнив [его] благодатью молодости».
По заказу российской императрицы Екатерины II Великой Тербуш написала портреты всех членов прусской королевской семьи в натуральную величину. Ныне они хранятся в музее Государственный Эрмитаж в Санкт-Петербурге.
Тербуш умерла в Берлине 9 ноября 1782 года и была похоронена на Доротеенштадтском кладбище; ныне на этом месте разбит парк. После сноса старой кладбищенской кирхи в стиле барокко в середине XIX века, посвящённая ей эпитафия была добавлена на внешнюю стену новой церкви. Во время сноса руин новой кирхи в 1965 году эпитафия была утрачена.
Отношения Тербуш с Дидро вдохновили писателя Эрика-Эммануэля Шмитта на создание в 1997 году пьесы «Свободный духом», по мотивам которой в 2000 году режиссёром Габриэлем Агионом был снят фильм «Распутник». Роль Тербуш в фильме сыграла французская актриса Фанни Ардан.